# (36851) 2000 SS123
2000 SS123 (asteroide 36851) é um asteroide da cintura principal. Possui uma excentricidade de 0.30404340 e uma inclinação de 4.65820º.
Este asteroide foi descoberto no dia 24 de setembro de 2000 por LINEAR em Socorro.